# بیلیگهایم
بیلیگهایم (به آلمانی: Billigheim) یک شهر در آلمان است که در نکار-ادنوالد واقع شده‌است. بیلیگهایم ۵٬۸۴۵ نفر جمعیت دارد.

## خواهرخوانده
شهرهای Óbuda و Békásmegyer خواهرخوانده‌های بیلیگهایم هستند.